# Caprimulgus fraenatus
Caprimulgus fraenatus е вид птица от семейство Caprimulgidae.

## Разпространение
Видът е разпространен в Еритрея, Етиопия, Кения, Сомалия, Судан, Танзания и Южен Судан.